# 1959 aux États-Unis
Pour des articles plus généraux, voir Chronologie des États-Unis et 1959.
Chronologie des États-Unis
- 1955
- 1956
- 1957
- 1958
- 1959
- 1960
- 1961
- 1962
- 1963

Cette page concerne des événements d'actualité qui se sont produits durant l'année 1959 du calendrier grégorien aux États-Unis.

## Gouvernement
- Président : Dwight D. Eisenhower
- Vice-président : Richard Nixon
- Secrétaire d'État :
- Chambre des représentants - Président

## Événements
- 3 janvier : l'Alaska devient le 49e État des États-Unis.
- 3 février :Mort de Buddy Holly, The Big Bopper, et Ritchie Valens lors d'un crash d'avion. Ce jour est connu comme The Day the Music Died (le jour où la musique est morte).
- 5 mars : 16e cérémonie des Golden Globes.
- 8 mars : Création du parti nazi américain.
- 24 mai : mort de John Dulles. L’administration Eisenhower se lance dans une offensive de relations publiques faisant du président un authentique « croisé » de la paix.
- 9 juin : lancement du G. Washington, premier sous-marin nucléaire SNLE américain.
- 24 juillet : Richard Nixon est envoyé à Moscou.
- 26 juillet : fusion partielle du cœur du réacteur au sodium (Sodium Reactor Experiment) du Laboratoire d'essais de Santa Susana, à Simi Valley près de Los Angeles[1].
- 17 août : un tremblement de terre forme le lac Quake au Montana.
- 20 août : manifestation contre la déségrégation à Little Rock. Sous l'égide du gouverneur Orval Faubus, les manifestants de Little Rock montrent leur désapprobation à l'ouverture progressive des écoles publiques aux noirs américains depuis l'arrêt Brown v. Board of Education de la Cour Suprême des États-Unis.
- 21 août : Hawaï devient le 50e État des États-Unis.
- 15 - 28 septembre : voyage de Nikita Khrouchtchev aux États-Unis. C'est le premier dirigeant soviétique en visite officielle. Il passe un accord pour la tenue prochaine d’une conférence au sommet. Quelques semaines plus tard, Eisenhower fait une tournée dans le Tiers-monde.
- 3 novembre : victoire du Parti démocrate lors des élections locales[2].
- 14 novembre - 19 décembre : éruption du Kīlauea Iki à Hawaï.
- 1er décembre : signature à Washington du Traité sur l'Antarctique qui réserve le continent aux activités scientifiques non militaires.

## Économie et société
- 1,0 % d'inflation
- Les 50 firmes les plus importantes produisent 25 % du PNB.
- Les compagnies pétrolières occidentales imposent des chutes brutales sur les prix du pétrole (1959 et 1960).
- 5,6 % de chômeurs
- 12,4 milliards de dollars de déficit budgétaire.
- Le président Eisenhower décide d'accorder un soutien militaire et financier au Sud-Vietnam : début officieux de la Guerre du Viêt Nam .
- 482,8 milliards de dollars de PNB.
- Les dépenses publiques représentent 97,1 milliards de dollars.
- Léger recul des exportations (-0,7 %).
- 18,5 % des familles américaines (soit 23 % de la population) sont en dessous du seuil de pauvreté.
- 685 conseillers militaires américains au Viêt Nam pour former l'armée du Sud Viêt Nam.

## Naissances en 1959
- Paryse Martin (artiste et enseignante québécoise)  († 4 mars 2024)
- 2 mai - Nadine Girault (gestionnaire et femme politique québécoise) († 13 février 2023)